# Мечетка (приток Большого Карамана)
Мечетка — река в Саратовской области России. Правый приток Большого Карамана.
Длина — 70 км, площадь водосборного бассейна — 515 км². Берёт начало в селе Липовка Марксовского района. Общее направление течения — юго-западное. Среднее и нижнее течение проходит по территории Советского района. Впадает в Большой Караман по правому берегу в 110 км от его устья, у села Степное.
Типичная равнинная река с небольшим уклоном и медленным течением. Уровень воды в реке поддерживается плотинами.
На реке также расположены сёла Вознесенка, Ильичёвка, Любимово, Мечетное.

## Данные водного реестра
По данным государственного водного реестра России относится к Нижневолжскому бассейновому округу, водохозяйственный участок реки — Большой Караман от истока и до устья. Речной бассейн реки — Волга от верхнего Куйбышевского водохранилища до впадения в Каспий.
Код водного объекта в государственном водном реестре — 11010001812112100010234.